# Vemundur Þorgrímsson
Vemundur Þorgrímsson (Thorgrimsson, apodado el Esbelto n. 950) fue un vikingo y bóndi de Vatnsfjörður, Norður-Ísafjarðarsýsla en Islandia. Era hijo menor de Þorgrímur Kjallaksson. Vemundur es un personaje de la saga Eyrbyggja, saga de los Fóstbrœðra, Saga de Laxdœla, Saga Heiðarvíga, y brevemente citado en saga de Bjarnar Hítdœlakappa, y la saga de Grettir,

## Herencia
Tuvo relaciones con tres mujeres:
- Þorbjörg Ólafsdóttir (n. 955), una hija de Ólafur pái Höskuldsson, con quien tuvo tres hijas.
- Guðný Þórólfsdóttir (n. 968), una hija de Þórolfr Herjólfsson, con quien tuvo dos hijos Brandur Vermundsson y Halla (n. 993).
- Mujer de nombre desconocido, pero que fue madre de Þorgrímur Vermundsson (n. 994) que se casó con Herþrúður Illugadóttir (n. 994), una hija de Illugi Ásláksson.